# Museo Raja Dinkar Kelkar
El museo Raja Dinkar Kelkar es un sitio histórico localizado en Pune, Maharashtra, India. Contiene la colección del doctor G. Dinkar Kelkar (1896-1990), dedicado a la memoria de su único hijo, Raja, quien tuvo una muerte prematura trágica. Los tres pisos del edificio albergan varias esculturas que datan del siglo XIV. También hay adornos de marfil, plata y oro, instrumentos musicales, armas de guerra y buques, etc.
La colección se inició en 1920 y en 1960, contenía alrededor de 15 000 objetos. En 1962, el Dr. Kelkar entregó su colección al Departamento de Arqueología dentro del Gobierno de Maharashtra.
El museo cuenta con más de 20 000 objetos de los cuales 2500 están en exhibición. Estos consisten principalmente de elementos decorativos indios de la vida cotidiana y otros objetos de arte, en su mayoría de los siglos XVIII y XIX. Hay una colección particularmente fina de instrumentos musicales.

## Sección Chandrashekhar Agashe
Esta ala incluye una colección de instrumentos musicales indios antiguos pertenecientes al fallecido industrial Chandrashekhar Agashe donados por su hijo, el difunto Dnyaneshwar Agashe. Tomando su homónimo, honrando el parentesco de la viuda de Chandrashekhar Agashe y el fundador del museo, el Dr. Dinkar G. Kelkar, siendo ellos primos cuartos.